# 吉信镇
吉信镇，是中华人民共和国湖南省湘西土家族苗族自治州凤凰县下辖的一个乡镇级行政单位。

## 行政区划
吉信镇下辖以下地区：
吉信镇社区、黎明村、油菜村、大桥村、吉信村、联欢村、都吾村、新田村、龙滚村、锡坪村、满家村、两头羊村、大塘村、高山村、茶山村、火炉坪村、岩口村、塘寨村、追仁村、三角坪村、首云村和万溶江村。